# Neunkirch
Neunkirch és un municipi del cantó de Schaffhausen (Suïssa).

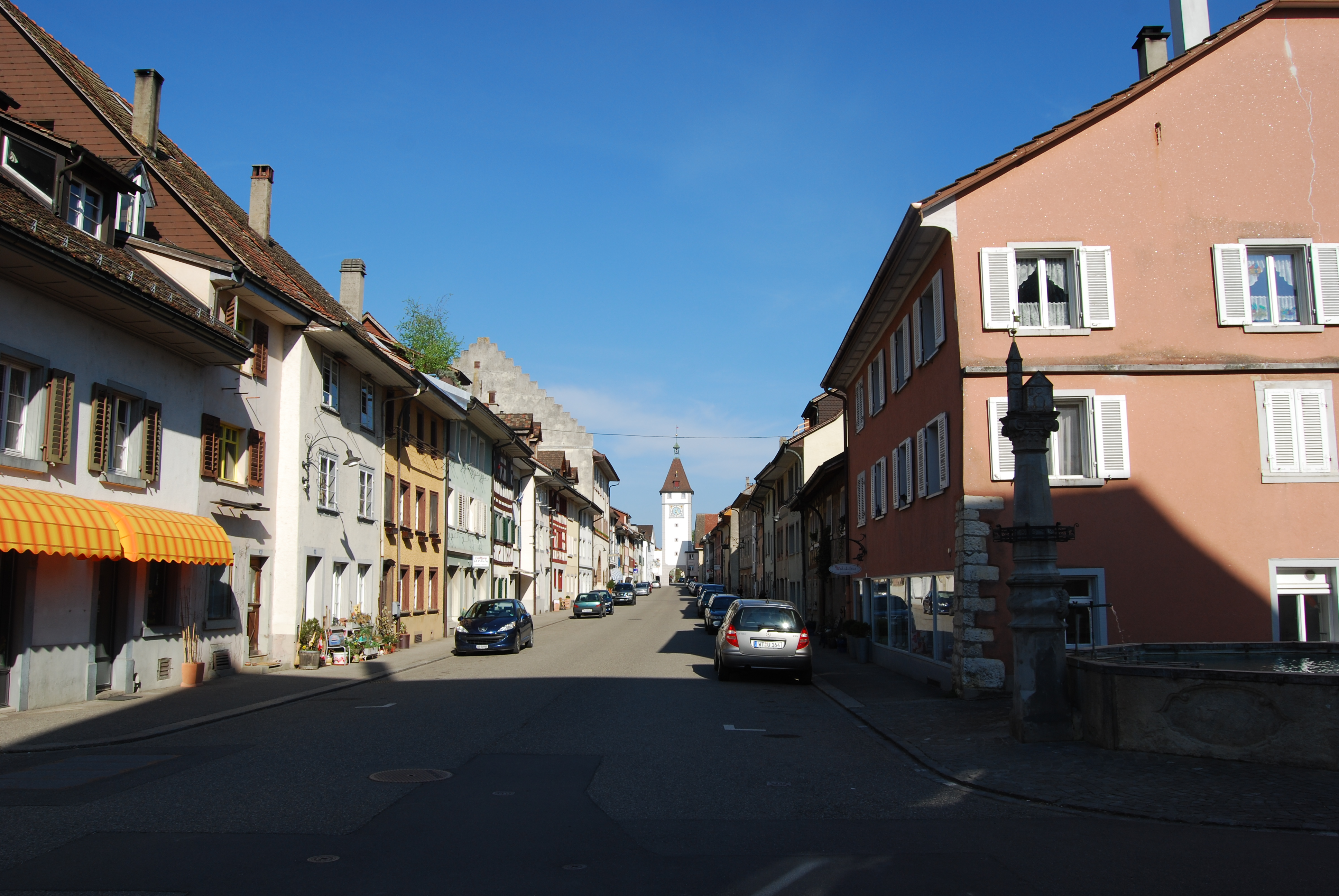
Neunkirch